# Orland Park
Orland Park ist ein Village im Cook County und zu einem kleineren Teil im Will County im Nordosten des US-amerikanischen Bundesstaates Illinois und Bestandteil der Metropolregion Chicago.
Im Jahr 2000 hatte Orland Park 51.077 Einwohner; bis zur Schätzung 2009 erhöhte sich die Einwohnerzahl auf 55.236. Das U.S. Census Bureau hat bei der Volkszählung 2020 eine Einwohnerzahl von 58.703 ermittelt.

## Geographie
Orland Park erstreckt sich über 50,25 km², die sich auf 49,47 km² Land- und 0,78 km² Wasserfläche verteilen. Der im Will County gelegene Teil von Orland Park besteht überwiegend aus Gewerbegebieten, während im Cook County die meisten Wohngebiete liegen.
Im Nordwesten begrenzt wird Orland Park durch das Orland Grove Forest Preserve, ein waldreicher Naturpark, in dessen Mitte der McGinnis Slough liegt.

### Nachbargemeinden
Orland Park liegt etwa 43 Kilometer südwestlich von Chicago. Weitere größere Orte in der Umgebung sind Tinley Park (12 Kilometer südöstlich), Joliet (28 Kilometer südwestlich), Bolingbrook (29 Kilometer westnordwestlich) und Oak Lawn (16,1 Kilometer nordöstlich).

## Demografische Daten
Bei der offiziellen Volkszählung im Jahre 2000 wurde eine Einwohnerzahl von 51.077 ermittelt. Diese verteilten sich auf 18.675 Haushalte in 14.361 Familien. Die Bevölkerungsdichte lag bei 1.032,5 Einwohnern pro Quadratkilometer. Es gab 19.082 Wohngebäude, was einer Bebauungsdichte von 385,7 Gebäuden je Quadratkilometer entsprach.
Die Bevölkerung bestand im Jahre 2000 aus 93,5 Prozent Weißen, 0,7 Prozent Afroamerikanern, 0,1 Prozent Indianern, 3,5 Prozent Asiaten und 1,0 Prozent anderen. 1,1 Prozent gaben an, von mindestens zwei dieser Gruppen abzustammen. 3,7 Prozent der Bevölkerung bestand aus Hispanics, die verschiedenen der genannten Gruppen angehörten.
26,5 Prozent der Bewohner von Orland Park waren irischer, 19,5 Prozent deutscher, 18,5 Prozent polnischer, 18,5 Prozent italienischer und 5,1 Prozent englischer Abstammung.
24,4 Prozent waren unter 18 Jahren, 7,1 Prozent zwischen 18 und 24, 24,8 Prozent von 25 bis 44, 27,3 Prozent von 45 bis 64 und 16,4 Prozent 65 und älter. Das mittlere Alter lag bei 41 Jahren. Auf 100 Frauen kamen statistisch 91,7 Männer, bei den über 18-Jährigen 87,7.
Das mittlere Einkommen pro Haushalt betrug 67.574 US-Dollar (USD), das mittlere Familieneinkommen 77.507 USD. Das mittlere Einkommen der Männer lag bei 57.275 USD, das der Frauen bei 34.763 USD. Das Pro-Kopf-Einkommen belief sich auf 30.467 USD. Rund 2,1 Prozent der Familien und 3,1 Prozent der Gesamtbevölkerung lagen mit ihrem Einkommen unter der Armutsgrenze.

## Wirtschaft und Infrastruktur

### Bildung
Orland Park liegt in täglich erreichbarer Entfernung von den meisten Hochschulen und Universitäten der Region Chicago. Daneben gibt es auch in Orland Park eine Reihe höherer Bildungseinrichtungen. Die seit langem in Chicago ansässige St. Xavier University unterhält eine Außenstelle in Orland Park genau wie das ITT Technical Institute. Die Robert Morris University ist ebenfalls in Orland Park präsent.
In rund 60 Prozent der Haushalten von Orland Park hat mindestens eine Person einen Bachelor- oder einen höheren Bildungsabschluss.

### Verkehr
Durch den Ort verläuft der U.S. Highway 45 in nord-südlicher Richtung.
Orland Park hat mit drei Stationen der südwestliche Linie (SouthWest Service (SWS)) Anschluss an das Schnellbahnsystem METRA, das den einen wichtigen Teil des öffentlichen Nahverkehrs im Großraum Chicago ausmacht.
Der Flughafen Chicago-Midway liegt rund 32 Kilometer nordöstlich von Orland Park, der größere O’Hare International Airport liegt 50 Kilometer nördlich.

## Bekannte Bewohner
- Connor Carrick (geb. 1994), Eishockeyspieler – in Orland Park geboren
- Dan Feeney (geb. 1994) – American-Football-Spieler – geboren und aufgewachsen in Orland Park
- Buddy Guy (geb. 1936) – Blues-Sänger und Gitarrist – lebt in Orland Park
- Justin Hartley (geb. 1977) – Schauspieler – wuchs in Orland Park auf
- Brian McBride (geb. 1972) – Fußballprofi (Chicago Fire) – lebt in Orland Park
- Timothy McCarthy (geb. 1949) – Polizeichef von Orland Park, bekannt geworden durch seinen Einsatz beim Attentat auf Ronald Reagan
- Tatumn Milazzo (geb. 1998) – Fußballspielerin
- Bill Rancic (geb. 1971) – erster Gewinner der Fernsehshow The Apprentice – wuchs in Orland Park auf